# Dead Island (jeu vidéo)
Dead Island est un jeu vidéo d'action-aventure de type survival horror développé par Techland et édité par Deep Silver. Le jeu est sorti le 8 septembre 2011 sur Windows, Xbox 360 et PlayStation 3 et le 3 avril 2012 sur OnLive. Il a été porté à la fin de l'année 2014 sur Linux.
Une édition intitulée Dead Island Definitive Collection incluant les deux principaux jeux dans leurs versions remasterisées (où Dead Island : Riptide est en version numérique uniquement), ainsi qu'un tout nouveau jeu intitulé Dead Island Retro Revenge est sortie le 31 mai 2016 sur PS4, Xbox One et PC.

## Trame

### Univers
Le joueur se réveille dans une chambre d'hôtel sur une île paradisiaque (Banoi) au large des côtes de la Papouasie-Nouvelle-Guinée, victime d'un terrible virus transformant tous les humains en zombies. L'objectif est de rester en vie, en massacrant les zombies de l'île à l'aide des différentes armes et accessoires trouvés sur l'île. Le groupe de héros devra également aider les autres survivants, étant composé des seuls immunisés au virus.

### Histoire
La nuit suivant une fête très médiatisée, quatre personnages principaux jouables (ci-après dénommés "les survivants") : le rappeur Sam B., la réceptionniste de l'hôtel et espionne pour le gouvernement de Hong Kong Xian Mei, l'ancienne star du football Logan Carter et l'ex-policier Purna Jackson, sont réveillés par une voix dans l'interphone d'urgence qui leur ordonne d'évacuer l'hôtel. Ils découvrent que la majorité de la population a été contaminée par une peste contagieuse et infectieuse, qui les a transformés en créatures psychopathes mangeuses de chair. Brièvement vaincus par l'un des infectés, ils sont secourus par le maître-nageur John Sinamoi.
Les survivants découvrent qu'ils sont apparemment immunisés contre l'infection et, la "Voix" n'étant plus en contact avec eux, ils sont chargés par Sinamoi d'essayer de trouver des vivres et de contacter le monde extérieur. Comme il devient évident que le centre de villégiature n'a pas assez de provisions pour survivre longtemps, Sinamoi leur demande de se rendre dans la ville de Moresby pour y trouver de l'aide. Les survivants emmènent avec eux Jin, la fille du mécanicien mordu qui modifie la voiture blindée qu'ils utilisent pour s'échapper de la station.
À leur arrivée à Moresby, après avoir éliminé un nouvel infecté spécial connu sous le nom de Ram, les survivants viennent en aide à un groupe de résistants dans une église barricadée. Se dirigeant d'abord vers les quartiers riches de la ville, ils finissent par faire une descente dans un supermarché contrôlé par les gangs "Raskol". Jin tente d'offrir des provisions à une autre faction de Raskol, dans le poste de police abandonné, qui la capture et la viole. Le gang tue les membres du Raskol et sauve Jin, mais ses actions ont mis Sam B en colère.
De retour au centre de villégiature, les survivants entrent en contact avec "La Voix". Celle-ci se présente comme le colonel Ryder White, commandant de la Force de défense de l'île de Banoi (BIDF). Il est actuellement enfermé dans une prison de haute sécurité située sur une île isolée, accessible uniquement par la jungle. Il affirme que grâce à l'immunité des personnages, il pourrait créer un remède/vaccin et ainsi sauver sa femme mordue. White dirige les survivants dans la jungle de Banoi pour qu'ils trouvent un contrebandier nommé Mowen qui peut atteindre la prison.
Mowen bloque les survivants sur la prison, mais les emmène dans un laboratoire qui étudie la peste. Les chercheurs déterminent que l'infection est une mutation du Kuru qui provient de la population indigène. À leur demande, les survivants prélèvent un échantillon de tissu sur une momie indigène afin de mieux examiner la forme pré-mutation du Kuru et de sauver une femme indigène, Yerema, qui était sur le point d'être sacrifiée par sa tribu.
Mowen accepte finalement d'emmener les survivants à la prison. Après avoir effectué les préparatifs demandés par Jin et lui, les survivants se hâtent de retourner au laboratoire lorsque White signale que quelque chose ne va pas. Ils découvrent que les zombies que les scientifiques étudiaient ont été accidentellement libérés, et que seule Yerema est encore en vie. Après avoir sauvé Yerema et récupéré ce qui semble être un prototype de vaccin, les survivants se rendent sur l'île prison.
Les survivants aident d'abord les prisonniers survivants à s'armer en échange de la possibilité de rejoindre White, mais lorsque ce dernier reprend contact avec eux, il leur demande d'abandonner les prisonniers et de se rendre jusqu'à lui. Les prisonniers finissent par tomber et Mowen meurt en aidant Jin et Yerema à s'échapper. Alors que les survivants sont sur le point de rejoindre White, ils sont frappés par un gaz incapacitant à l'intérieur de leur ascenseur. Réveillés par Kevin, un prisonnier féru de technologie, ils apprennent que White a volé le vaccin et sont prévenus qu'il a l'intention de s'enfuir avec sa femme et de déclencher une attaque nucléaire pour purger l'île.
En se rendant à l'héliport du toit, les survivants se retrouvent sous la menace des armes de White. Jin, dégoûté par le plan de White, libère la femme de White, désormais zombifiée, de ses liens, et elle mord White au poignet. White tue sa femme et abat Jin, puis s'injecte le vaccin, ce qui a pour effet d'accélérer et d'amplifier sa propre mutation. Les survivants tuent White, puis s'échappent enfin de Banoi avec son hélicoptère, tandis que Kevin déclare "que les choses ne seront plus jamais les mêmes".

### Personnages
- Logan (expert des armes de lancer) : ancienne gloire du football américain, comblé par la vie et heureux dans toutes ses entreprises, Logan a vu son égo mettre un terme abrupt à un brillant avenir. Alors qu'il disputait une course urbaine aux conséquences tragiques, Logan a non seulement tué une jeune femme, sa malheureuse passagère, mais il s'est aussi fracturé le genou, condamnant ainsi sa carrière sportive. Sa célébrité en a aussitôt pâti et il a rapidement sombré dans une existence gorgée d'amertume et de désespoir. Afin d'échapper à ses démons, il a volontiers saisi l'occasion de découvrir les beautés et merveilles de Banoï.
- Sam B (expert des armes contondantes) : Un chanteur de rap au succès éphémère, Sam B a été sollicité par le Royal Palms Resort Hotel pour interpréter son tube « Who Do You Voodoo ? » au cours d'une fête VIP. Il a sauté sur l'occasion. Autrefois fort, fier et débordant de confiance en lui, Sam B traîne les séquelles d'un passé douteux, émaillé de drogues et d'alcool, à l'époque où il s'entourait de prétendus amis et de conseillers malavisés.
- Xian Mei (experte des armes tranchantes) : Née en Chine, Xian Mei est employée au Royal Palm Resort. Elle a opté pour une carrière qui l'ouvrirait à de nouveaux horizons, loin de son pays natal. C'est à Banoï qu'elle a décroché son premier emploi hors de la Chine. Intelligente et sportive accomplie, elle est aussi vive d'esprit que de corps. À peine débarquée sur l'île, Xian Mei s'est vu confier profusion de tâches subalternes à l'hôtel avant d'en devenir la réceptionniste. C'était l'occasion pour elle de rencontrer les divers ressortissants étrangers qui fréquentaient l'hôtel : une source d'inspiration idéale pour elle qui rêvait de voyager de par le monde.
- Purna (experte des armes à feu) : Purna officiait autrefois dans la police de Sydney. Sa carrière brisée après avoir abattu un pédophile que sa richesse et ses appuis auraient dérobé à la justice, Purna s'est reconvertie dans la protection rapprochée de VIP dans les recoins les plus inhospitaliers du monde. On la sollicite autant pour ses talents que pour sa beauté : les riches de ce monde ne rechignent pas à apparaître avec Purna vissée à leurs bras.
- Ryder White : Ryder White est le boss final du jeu (il peut être joué en achetant le DLC « Campagne Ryder »). Colonel dans l'armée, il est envoyé à Moresby pour exécuter le protocole 66 : détruire le pont menant à cette ville pour éviter que les Infectés ne s'en échappent (et condamnant ainsi les survivants de cette ville à y rester). Cependant, sa femme, Emily White, rencontre quelques problèmes à la prison, obligeant à Ryder un détour vers la prison avant de rentrer à la base.

## Système de jeu
Dead Island est un jeu de tir à la première personne, empruntant des éléments de gameplay issus du RPG : l'avatar du joueur peut monter en niveau, améliorer ses armes, les réparer ou en créer de nouvelles (chacune ayant quatre caractéristiques : dégâts/force/durabilité/maniabilité), répartir des points de compétences, etc.
Si le jeu est jouable avec un seul personnage en solo, il est possible de jouer jusqu'à quatre en réseau local ou en ligne (s'il est d'ailleurs possible de rejoindre un joueur dans sa partie s'il est au même endroit que vous, l'option inverse est possible et désactivable).
Les armes ont toutes un type (contondantes, tranchantes, à feu…) et une portée qui leur est propre ; et les dégâts sont localisés (possibilité de couper/briser un bras, une jambe ou de porter un coup fatal en décapitant l'ennemi). Le joueur devra souvent faire appel à l'esquive ou au coup de pied pour éviter ou se débarrasser des zombies, chaque mort entraînant un respawn contre une somme d'argent prélevée automatiquement (10 % de votre argent est perdu à chaque mort). Des phases de conduite en voiture complètent le jeu, ainsi que quelques QTE pour enfoncer une porte bloquée ou repousser un mort-vivant quand celui-ci vous saute dessus.
Il est également possible de ramasser et de jeter certains éléments du décor (caisse…) ou d'en faire exploser certains (bonbonne de gaz…).
Les ennemis se répartissent en différents types, plus ou moins dangereux, et certains éléments du décor peuvent être utilisés pour les éliminer plus facilement (bombonnes de gaz ou véhicules à faire exploser).
L'île est vaste et se découpe en plusieurs zones aux styles variés (jungle, plage tropicale, ville fantôme ou intérieurs sombres sont de la partie).
Pour progresser dans le jeu, augmenter de niveau, récupérer de l'argent, des armes ou des plans servant à leur modification, le joueur pourra accomplir de nombreuses quêtes données par les différents personnages non-joueurs.
On peut aisément comparer Dead Island au RPG FPS Borderlands pour le gameplay général (récupération de missions, quatre personnages jouables entièrement différents, niveaux, etc.), et au beat them all Dead Rising (notamment pour les armes récupérables, modifiables et destructibles).

## Accueil
Le jeu a été reçu positivement par la presse, la moyenne des notes étant fixée aux alentours de 7/10.

Logo modifié de Dead Island aux États-Unis. Le personnage représentant le « I » a été changé.

- Jeuxvideo.com : 16/20
- Gamekult : 5/10
- IGN : 8/10
- Gameblog : 3/5
- Console + : 15/20
- Famitsu : 34/40

## Promotion et éditions
Bien que n'étant ni la suite d'un grand hit, ni produit par une grosse entreprise du marché vidéoludique, Dead Island est un jeu qui a réussi à faire parler de lui auprès des critiques et sur le web grâce à une bande-annonce de bonne facture. En effet, près de 2,7 millions de personnes ont visionné cette bande annonce sur le site de partage de vidéo YouTube et sa page Facebook aurait gagné 100 000 fans en moins d'une semaine. Cette nouvelle licence a fait partie des jeux les plus attendus de la fin d'année 2011.